# Харонд
Харонд (др.-греч. Χαρώνδας; середина VII век до н. э., Катания — конец VI век до н. э.) — полулегендарный древнегреческий законодатель города Катании на острове Сицилии, чьи законы отличались чрезвычайной суровостью.

## Личность
Уроженец сицилийского города Катании, происходил из среднего сословия.
Согласно Аристотелю, был учеником локрийского законодателя Залевка (жил в середине VII в.). Другие причисляют Харонда к последователям Пифагора, Диодор же приурочивает деятельность Харонда ко времени основания города Фурий (середина V в. до н. э.).

## Законы Харонда
Законы Харонда были написаны для города Катании и приняты в других халкидских колониях Италии и Силиции: отсюда их наименование «халкидские установления» (νόμιμα Χαλκιδιχά). По свидетельству Диодора, Харонд при составлении законов заимствовал всё лучшее из других современных ему законодательств, но много внёс и своего; Аристотель же характеризует законы Харонда как не заключающие в себе ничего особенного, хотя хвалит их за точность изложения.
По свидетельству Диодора, Харонд ввёл обязательное обучение детей граждан за счёт общины, предусмотрел законы о призрении сирот, браке и семье, установил карательные меры против лжесвидетелей, принудил всех граждан в известном очередном порядке нести судейские обязанности.
По преданию, Харонд оградил свои законы строгими постановлениями от легкомысленных нововведений: так, всякий, кто желал предложить новый закон или отменить старый, должен был являться в народное собрание с верёвкой на шее, и в случае, если его предложение не было принято, подвергался смертной казни через удушение (это же постановление приписывалось в древности Залевку). По другому преданию, Харонд запретил являться в народное собрание с оружием, но сам по оплошности однажды нарушил это постановление; когда ему указали на это, он извлёк меч и умертвил себя на глазах всех (то же рассказывалось о Диокле и 3алевке).
Законодательство Харонда пользовалось большим уважением, и не только в западных греческих государствах, где оно было принято, но и на востоке. Когда каппадокийский город Мазака (позднее Цезарея) во II веке до н. э. отошёл к грекам, он принял законы Харонда, причём был избран особый чиновник (νομωδός), которому было поручено издавать их для всеобщего пользования. В Афинах был обычай на пирах читать наизусть выдержки из законов Харонда.